# Херман III фон Шьонбург
Херман III фон Шьонбург (на немски: Hermann III v.Schönburg; * пр. 1212; † сл. 1238) е господар на Шьонбург.

## Произход
Той е единственият син на Херман II фон Шьонбург († сл. 18 април 1224) и внук на Херман I фон Шьонбург († сл. 1186).
Около 1170 г. фамилията основава замък Глаухау (в Цвикау). Баща му Херман II подарява през 1233 г. женския бенедиктински манастир Герингсвалде (в Саксония), който до реформацията е гробно место на фамилията.
До днес съществуват клоновете Шьонбург-Валденбург, Шьонбург-Хартенщайн като Шьонбург-Глаухау.

## Фамилия
Херман III фон Шьонбург се жени сл. 1218 г. за Гертруд фон Каменц († сл. 1218), леля на Бернхард фон Каменц, епископ на Майсен (1293 – 1296), дъщеря на Бернхард I фон Каменц, господар на Веста († пр. 1220). Те имат три деца:
- Фридрих I фон Шьонбург († 24 юни 1291), женен за фон Колдитц, продължава рода
- Берта фон Шьонбург († сл. 1258), омъжена за Ото фон Герхардсдорф († сл. 1247)
- Агата фон Шьонбург († сл. 1247), омъжена за Гюнтер фон Кримитцшау († сл. 1247)